# 張修容
修容張氏（しゅうよう ちょうし、1053年 - 1130年）は、北宋の英宗の妃嬪。

## 生涯
河南府永安県の人。仁宗の貴妃張氏（温成皇后）の伯父の張堯佐の娘として生まれた。後宮に入って平昌郡君となったが、15歳で英宗が崩じた。後に才人となり、婕妤に進み、修容にいたった。
靖康の変後、元祐皇后（哲宗の廃后孟氏）と一緒に戦火を逃れて避難し、南宋の建炎4年（1130年）、虔州で死去した。

## 伝記資料
- 『建炎以来朝野雑記』
- 『皇宋十朝綱要』